# Мешков, Станислав Иванович
Станислав Иванович Мешков (род. 23 февраля 1935) ― советский и российский педагог и инженер, специалист по механике твердого тела. Доктор физико-математических наук, профессор. Ректор Самарского государственного университета в 1973—1977 годах.

## Биография
Родился 23 февраля 1935 года в Воронеже. После окончания средней школы в 1953 году поступил на физико-математический факультет Воронежского государственного университета. Получил специальность учителя физики средней школы. Работал ассистентом кафедры физики Воронежского технологического института в 1960―1962 гг. В 1961―1964 гг. ― аспирант кафедры теоретической физики Воронежского педагогического института. С сентября 1964 по июнь 1969 занимал должность заведующего кафедрой теоретической физики Воронежского педагогического института. С 1969 по 1973 преподавал в Московском институте электронной техники.
В 1964 году получил степень кандидата физико-математических наук, в 1966 году — учёное звание доцента, в 1971 — степень доктора физико-математических наук, а в 1972 году — учёное звание профессора.
В 1973—1977 гг. занимал должность ректора Куйбышевского государственного университета. За четыре года его работы было завершено строительство механико-математического корпуса и началось строительство здания химико-биологического факультета. Гуманитарный факультет был разделен на три факультета: филологический, исторический и юридический. Предпринимались попытки открыть кафедру журналистики на филологическом факультете, но просуществовала она недолго. Несмотря на успехи в укреплении материально-технической базы университета, Мешков был освобождён от обязанностей ректора в 1977 году и его место на этом посту занял Виктор Васильевич Рябов.
Также преподавал на кафедре математического и естественнонаучного образования в Томском государственном университете.
Автор более 80 научных статей и одной монографии.